# Puig de la Cometa
El Puig de la Cometa, o de la Cometa d'Espanya és una muntanya de 2.763 m d'altitud situada al massís del Carlit, concretament al límit entre l'Alta Cerdanya, i el Sabartès, al País de Foix, del Llenguadoc (Occitània) al nord, concretament entre els termes comunals d'Angostrina i Vilanova de les Escaldes, i Orlun.
Està situat a l'extrem nord del terme comunal d'Angostrina i Vilanova de les Escaldes i al sud-oest del d'Orlun. És a prop al sud-oest del Puig de la Portella Gran
Aquest cim està inclòs al llistat dels 100 cims de la FEEC